# Подгорце (ґміна)
Ґміна Підгірці (пол. Gmina Podhorce) — колишня сільська ґміна Золочівського повіту Тарнопольського воєводства Польської республіки у 1934 — 1940 роках. Центром ґміни було село Підгірці.
1 серпня 1934 року було створено ґміну Подгорце у Золочівському повіті. До неї увійшли сільські громади: Гутисько Олеське, Гута-Верхобузька, Побіч, Підгірці, Загірці.
У 1934 році територія ґміни становила 68,45 км². Населення ґміни станом на 1931 рік становило 4 704 особи. Налічувалось 877 житлових будинків.
У 1940 році після приєднання території до УРСР, ґміна ліквідована у зв'язку з утворенням Олеського району.